# Żyła głęboka języka

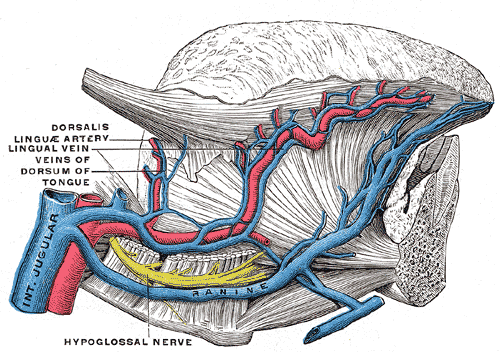
Naczynia i nerwy języka.

Żyła głęboka języka (łac. vena profunda linguae) – w anatomii człowieka żyła odprowadzająca krew z języka. Jest żyłą podwójną, towarzyszącą w swoim przebiegu tętnicy językowej i tętnicy głębokiej języka. Przebiega na przyśrodkowym brzegu mięśnia gnykowo-językowego, wpada do żyły językowej. Obecne są w niej zastawki.